# Eumastax nigrosignata
Eumastax nigrosignata är en insektsart som beskrevs av Marius Descamps 1979. Eumastax nigrosignata ingår i släktet Eumastax och familjen Eumastacidae. Inga underarter finns listade i Catalogue of Life.